# Mustafa Ould Salek

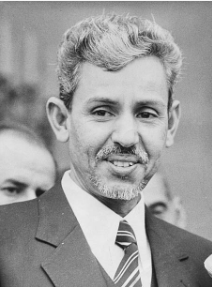
Mustafa Ould Salek (1978)

Mustafa Ould Salek (arabisch المصطفى ولد محمد السالك, DMG al-Muṣṭafā walad Muḥammad as-Sālik; * 1936 in Kiffa; † 18. Dezember 2012 in Paris) war von 1978 bis 1979 Staatschef von Mauretanien.

## Soldat
Mustafa Ould Salek stammt aus Kiffa in der Region Assaba im Süden des Landes. Nach der Schule wurde er in Dakar zum Lehrer ausgebildet.
Nach der Unabhängigkeit Mauretaniens 1960 trat er in die Armee ein und war von 1968 bis 1969 Generalstabschef. Einen Teil seiner militärischen Ausbildung erhielt er in Frankreich. Seit 1970 war er Gouverneur mehrerer Städte, zeitweise in der Stadt Atar in der Region Adrar nordöstlich von Nouakchott. Im März 1978 wurde er erneut zum Generalstabschef berufen. Wegen Meinungsverschiedenheiten mit Präsident Moktar Ould Daddah über den Westsaharakonflikt, in dem die mauretanische Armee in ernsten Schwierigkeiten steckte, führte er am 10. Juli 1978 einen unblutigen Militärputsch an. Moktar wurde danach verhaftet.

## Präsident
Als Vorsitzender der Militärjunta, Comité Militaire de Redressement National (CMRN) genannt, wurde Oberstleutnant Mustafa Ould Salek Staats- und Regierungschef. Auch er konnte die militärischen und wirtschaftlichen Problemen des Landes nicht bewältigen und trat im April 1979 als Regierungschef zurück. Als Staatschef wurde er am 3. Juni 1979 durch einen weiteren Putsch gestürzt.

## Weitere Laufbahn
In den Jahren 1981 bis 1984 war Mustafa Ould Salek inhaftiert. Am 24. Januar 1992 kandidierte er ohne Erfolg bei Präsidentschaftswahlen, bei denen sich der seit 1984 regierende Maaouya Ould Sid’Ahmed Taya durchsetzte. Mustafa Ould Salek erhielt 4,25 % der Stimmen. Die Fairness dieser Wahlen wurde gemeinhin als eher gering eingeschätzt.